# Monumento a Cádiz
El Monumento a Cádiz (Cádiz Memorial en inglés), también conocido como «la Bomba del Príncipe Regente» (Prince Regent's Bomb), es un mortero de principios del siglo XIX francés montado sobre un monstruo de latón decorativo, localizado el Horse Guards Parade en Westminster, Londres. Fue expuesto por primera vez al público el 12 de agosto de 1816. Está clasificado de grado 2 en la lista de monumentos británicos desde el 1 de diciembre de 1987. El monumento ha sido motivo de varias sátiras y viñetas a principios del siglo XIX, principalmente porque la palabra "bomba" en inglés suena igual que "bum", asociando inmediatamente con el trasero del Príncipe Regente.  

## Descripción
El mortero está montado en las espaldas de una escultura de latón grande de Dante reimaginando al monstruo Gerión (erróneamente descrito como "dragón chino" en algunas fuentes) con dos colas gemelas que se enrollan alrededor del cuerpo del mortero sujetándolo en sus espaldas.Este monstruo está asociado al mito de la isla de Gades, dónde se encuentra la actual ciudad de Cádiz. Detrás del mortero también figura una escultura al perro Orthrus. El creador se tomó algunas libertades sobre la clásica descripción de Gerión, tales como sustituir por alas sus múltiples cabezas. La figura y el mortero reposan en una cama del latón que mide 2,79 metros por 1,37 metros representando una roca en la que el monstruo descansa. La estructura entera mide 3 metros de alto y pesa 16 toneladas. En el lado del norte de la cama es el siguiente inscription:

DEVICTIS A WELLINGTON DUCE PROPE SALAMANCAM GALLIS

SOLUTAQUE EXIUDE GAUDIAM OBSIDIONE, HANC QUAM ASPICITUS

BASI SUPERIMPOSITAM BOMBARDAM, VI PRAEDITAM ADHUC INAUDITA,

AD URBEM PORTUMQUE GADITANUM DESTRUCUDUM CONFLATAM

ET A COPIIS TURBATIS RELICTAM, CORTES HISPANICI, PRISTINORUM HAUDQUAQUAM

BENEFICIORUM OBLITI, SUMMAE VENERATIONIS TESTIMINIO DONAVERUNT

GEORGIO ILLUS. BRIT. PRINC.

QUI, IN PERPETUAM REI MEMORIAM, HOC LOCO PONENDAM, ET HIS

ORMANENTIS DECORANDAM, JUISSIT.

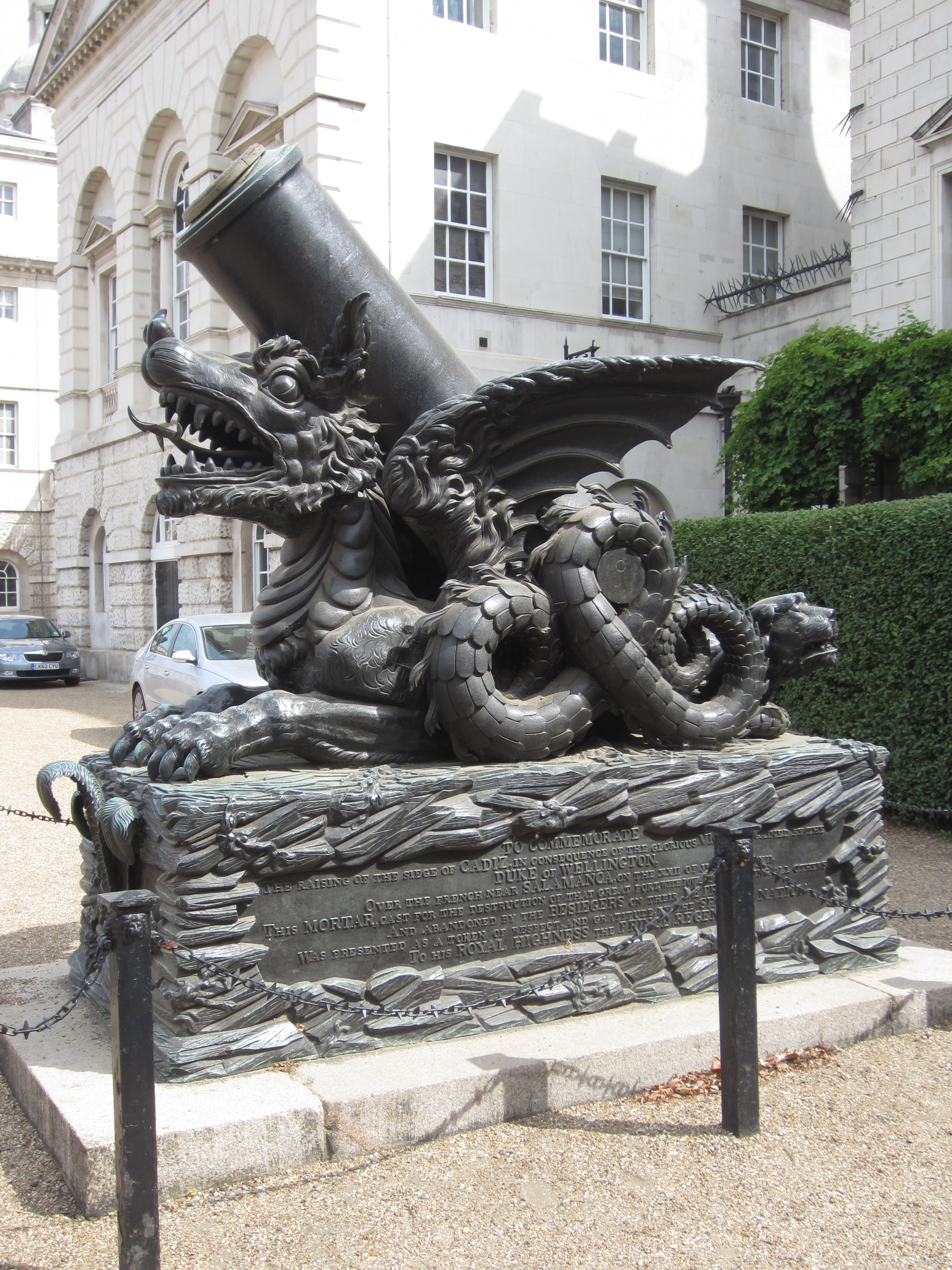
El lado del sur del monumento, incluyendo la inscripción en la base, en 2014

Mientras en el lado del sur aparece la siguiente inscripción:

To commemorate

the Raising of the Siege of Cadiz, in consequence of the

Glorious Victory obtained by the

Duke of Wellington

over the French at Salamanca, on the 22d July 1812:

This Mortar, cast for the destruction of that Great Port,

with Powers surpassing all others,

and abandoned by the Besiegers on their Retreat,

was presented as a token of respect and gratitude by the 

Spanish Nation,

To his Royal Highness the Prince Regent.

Las plumas representando al principado de Gales aparecen en relieve en el frente de la cama, mientras que en la trasera se puede observar la inscripción: "Construido en el Royal Carriage Department. Earl of Mulgrave, Master General - A.D. 1814.

## Historia

### Orígenes

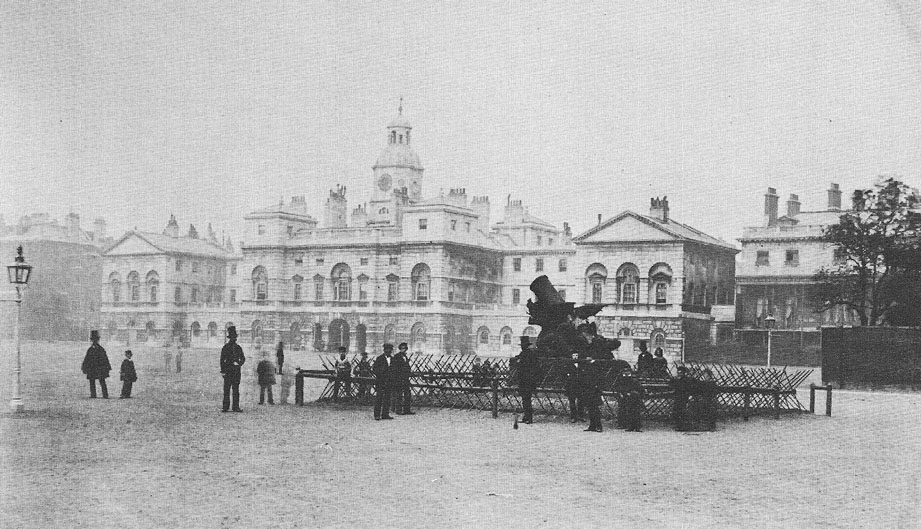
El monumento en su ubicación original en 1860.

El mortero era uno de las varias armas de asedio gigantes usadas por el ejército francés bajo el Mariscal Soult durante el asedio de dos años a la ciudad de Cádiz, en España. Fabricado en Sevilla en marzo de 1811, fue inhabilitado y abandonado por los franceses en retirada después de que el Duque de Wellington venciera en la Batalla de Salamanca en 1812. Fue diseñado para ser capaz de lanzar proyectiles, como decían sus contemporáneos, a la "inmensa distancia" de 4,8 km e incluso conseguir un alcance máximo de 5,6 km. A pesar de que este mortero y sus hermanos fueron diseñados como armas terroríficas para obligar a los habitantes de Cádiz a rendirse, estas armas en realidad eran bastante ineficaces e inexactas. Los proyectiles que se lanzaban "caían sin exactitud, algunos se quedaban cortos y caían sobre la bahía y no alcanzaban la ciudad, otros sobrepasaban la ciudad y llegaban hasta el faro del otro lado y los que caían en la misma ciudad provocaban pocos daños." Según un ingeniero del cuerpo de Royal Engineers que vio el mortero en acción, vio como lanzaba un disparo alcanzando en el medio de la Plaza de San Antonio que estaba muy concurrida "sin herir a nadie".
Después de levantar el asedio, la Regencia Española le presentó uno de los morteros franceses capturados al almirante Arthur Kaye Legge. Se pidió entonces, ya que podía ser colocado en alguno de los parques reales de Londres para conmemorar la victoria en Salamanca, la liberación del sur de España y las hazañas del duque de Wellington. El príncipe regente estuvo de acuerdo en encargar a Earl of Mulgrave la búsqueda de un emplazamiento para el mortero junto a la Horse Guards Parade. El departamento de carruajes reales en Royal Arsenal, Woolwich llevó a cabo el trabajo, creando una elaborada base en bronce para el arma. Fue descubierto en el 54.º cumpleaños del príncipe regente, situándolo en el lado sur del suelo de las caballerizas. Posteriormente se movió de su posición original a la zona anexa al edificio de los Guardias a caballo.